# سلالة أنوشتكين
سلالة أنوشتكين، المعروفة أيضًا باسم السلالة الخوارزمية أو سلالة الخوارزمشاهيين (بالفارسية: خوارزمشاهیان)، كانت سلالة مسلمة سنية فارسية من أصل تركي مملوكي من عشيرة بكديلي [الإنجليزية] من الأتراك الأوغوز. حكمت سلالة أنوشتكين الإمبراطورية الخوارزمية، التي شملت أجزاء كبيرة من آسيا الوسطى وأفغانستان وإيران الحالية من حوالي عام 1077 إلى عام 1231. خدموا في البداية كأتباع للسلاجقة والدولة القراخطائية (لياو الغربية)، لكنهم أصبحوا فيما بعد حكامًا مستقلين حتى الغزو المغولي للإمبراطورية الخوارزمية في القرن الثالث عشر.
تأسست سلالة أنوشتكين على يد أنوشتكين غرجه، وهو عبد تركي سابق لسلاطين السلاجقة، والذي ارتقى إلى منصب حاكم خوارزم. وأصبح ابنه قطب الدين محمد الأول أول شاه وراثي لخوارزم. ربما كان أنوشتكين ينتمي إلى قبيلة بكديلي من الأتراك الأوغوز أو ربما إلى مجموعات تشيجيل أو خلج أو قبجاق أو قنجلي أو الأويغور.

## المقر
- قونا أوركنش: من 1077الى 1212،
- سمرقند: منذ 1212 وحتى سقوط الدولة على يد المغول وهروب جلال الدين منكبرتي إلى الهند.

## تاريخ السلالة

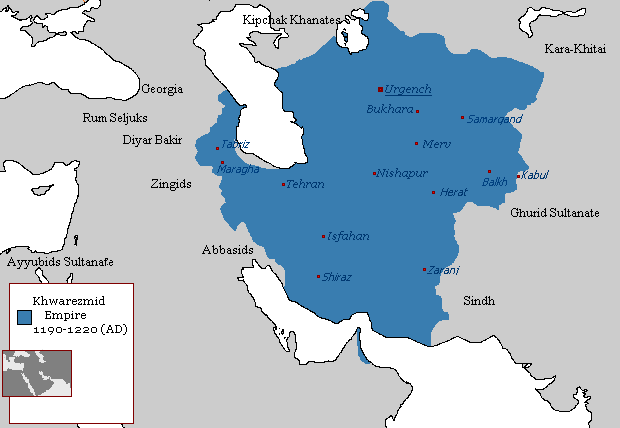
الإمبراطورية الخوارزمية 1190-1220

كان مؤسس السلالة أنوشتكين غرجه (1077-1097) من مماليك السلاطين الغزنويين. علا شأنه أثناء خدمته مع السلاجقة، ثم عينه هؤلاء والياً على خوارزم. في عهد قطب الدين محمد (1097-1128) ثم علاء الدين أتسز (1128-1156) تمتعت الدولة باستقلالية كبيرة. بدأ الخوارزميون بالتوسع في خراسان، ثم دخلوا في صراع منذ عام 1157 مع السلاجقة. ضم ألب أرسلان (1156-1172) إليه كل المناطق الشرقية من دولة السلاجقة. استطاع علاء الدين تكش (1172-1200) أن يخلف السلاجقة في بلاد فارس عند استيلائه على خراسان عام 1187، ثم توسعه حتى إقليم الري عام 1192. أصبح بعدها حامي الخلافة العباسية الجديد.

## نهاية الدولة الخوارزمية
في جزيرة نائية في بحر قزوين وجد السلطان علاء الدين محمد الخوارزمي نفسه وحيدًا شريدًا، ذهب عنه سلطانه، وضاعت دولته، وفقد جاهه وملكه أمام إعصار المغول المدمر، الذي اجتاح كل شيء، وقضى أيامًا كئيبة يتذكر ما مضى من حياته ولا يكاد يصدق ما حدث له من محن، وما حل به من كوارث، ولم يجد سلوى إلا في البكاء الحار لعله يخفف ما في نفسه من ألم وحسرة.
يتلفت حوله فلا يجد من أسرته سوى ثلاثة من أبنائه نجوا من مذابح المغول بعد أن وقعت أمه في أسر المغول، وقُتل نساؤه وأطفاله، ويتذكر خَدَمه وحاشيته وما كان فيه من أبهة وجاه فلا يجد حوله سوى أناس فقراء يأتون إليه بما يلزمه من ضروريات الحياة، ويزيد من حسرته ما ترمي إليه الأنباء من اجتياح المغول لبلاده وتساقط حواضرها تساقط أوراق الشجر في موسم الخريف حتى إذا ضاقت عليه الأرض بما رحبت وأصبح أسير يأسه وقنوطه، وحل عليه المرض قال لمن حوله: «لم يبق لنا مما ملكنا من أقاليم الأرض قدر ذراعين تحفر فنقبر، فما الدنيا لساكنها بدار، ولا ركونه إليها سوى انخداع واغترار».
وقضى في تلك الجزيرة شهرا كأنه دهر، وقبل أن يلفظ أنفاسه الأخيرة في (13 شوال 617 هـ= 17 ديسمبر 1220م) أوصى بالسلطنة من بعده لابنه جلال الدين.

### غزو المغول
ولي جلال الدين السلطنة في ظروف قاسية تحتاج إلى رجال أقوياء تزيدهم المحن صلابة، ولا يتطرق اليأس إلى قلوبهم، ويظل الأمل حيا في قلوبهم، وكان السلطان من هؤلاء، لكن الظروف التاريخية كانت أقوى منه فاعتلى الحكم والمغول يسيطرون على بلاد ما وراء النهر، وهي تعد أهم أجزاء دولته المتداعية، وامتلكوا إقليم «مازندران» على حصانته ومناعته، وسيطروا على الري وقزوين وتبريز عاصمة أذربيجان وبلاد الكرج.
وبعد أن أجهز جنكيزخان على بلاد ما وراء النهر وبلاد العراق وأذربيجان، شرع في السيطرة على خراسان وخوارزم حتى تتم له السيطرة على بلاد الدولة الخوارزمية قاطبة، فأعد لهذه المهمة جيشين سنة (618 هـ= 1220م) عبر أحدهما نهر جيحون وقصد مدينة بلخ فاستسلمت صلحا، ولم يتعرض لها المغول بالسلب والنهب على غير عادتهم، وواصل المغول تقدمهم في بلاد خراسان فسقطت مدنها واحدة بعد أخرى، ثم حاصروا مدينة مرو حاضرة الدولة الخوارزمية حتى استسلمت، وأحدثوا فيها ما تشيب له الولدان من الأهوال التي حلت بها، وهلك سكانها جميعا رجالا ونساء وولدانا، وكانوا نحو 700 ألف، ثم ساروا إلى نيسابور فاستولوا عليها وارتكبوا فيها من الفظائع ما ارتكبوه مع غيرها من المدن، وواصلوا زحفهم نحو طوس فأخذوها دون عناء ثم بسطوا سيطرتهم على هراة.
أما الجيش الآخر فقد اتجه إلى خوارزم، لكنه لقي مقاومة عنيدة من أهلها بعد أن لبسوا ثياب الصبر والثبات فلم يؤثر في عزمهم ضراوة الهجوم وشدة الحصار، وصمد أهل خوارزم لهذا البلاء خمسة أشهر دارت خلالها معارك عنيفة قُتل من الفريقين أعداد هائلة، ولم يجد المغول بدا من طلب العون والمدد فأمدهم جنكيزخان بما يطلبون؛ فمكنهم ذلك من الاستيلاء على المدينة بعد جهد وعناء، وكان جزاء المدينة على هذا الصمود فظائع مهلكة حيث قام المغول بقتل أهلها جميعا، وفتحوا ماء جيحون على المدينة فأغرقها، فمن سلم من السيف غرق بالماء.

### جلال الدين يحقق أول نصر
بدأ جلال الدين عهده بأن اتخذ من غزنة قاعدة للجهاد الإسلامي ضد المغول، وكان هو واليها من قبل في عهد أبيه السلطان محمد خوارزم شاه، وكان أهلها يجلونه ويقدرونه، واستطاع أن يكوّن بها جيشا كبيرا بلغ سبعين ألف مقاتل من الفلول الهاربة من المغول، وممن أخذتهم الغيرة على الإسلام وحب الجهاد من المتطوعين، ونجح في أن يؤلف بين قلوبهم ويوحد صفوهم، وجاءته الأموال من وجهاء المسلمين وحتى فقرائهم لإعداد تلك الجموع وتسليحها والانفاق عليها.
وكان المغول يتعقبون جلال الدين؛ لكونه أقدر الخوارزميين على جمع الناس ضدهم وأكثرهم جرأة على الحرب والقتال، حتى إذا بدأت طلائع الجيش المغولي تزحف نحو غزنة للاستيلاء عليها والقضاء على السلطان الجديد قبل أن تشتد شوكته، فاجأها جلال الدين بهجوم خاطف في ربيع الأول (618 هـ= 1221م) لم تصمد له ولحقتها هزيمة كبيرة قُتل فيها ألف رجل منهم؛ فكان لذلك أثر عظيم في نفسه استرد به ثقته وثبّت قدمه، فلما التقى بقوات المغول الرئيسية التي أعقبت طلائعها صمد لها في القتال وألحق بها هزيمة مدوية وولّى فرسانها الأدبار، وجنود السلطان يتعقبونهم بالقتل والأسر.
وما كادت أنباء هذا النصر تصل إلى بعض المدن التي في أيدي المغول حتى عمها الفرح والبشر، وظنت أن ساعة الخلاص قد اقتربت فثارت في وجه المغول، وكانت «هراة» واحدة من تلك المدن، غير أن فرحها تحول إلى مأساة محزنة؛ إذ قدم عليها جنكيزخان واستعاد سيطرته عليها وقتل أهلها.

### عاقبة الفرقة
وبدلا من أن يزيد النصر الذي حققه المسلمون وحدة إلى وحدتهم ويوثق عراهم أمام الخطر الذي لا يزال محدقا بهم، تنازعوا فيما بينهم على الغنائم التي حصلوا عليها، وعجز السلطان عن تدارك الانقسام الذي حدث، وترتب على ذلك أن انسحب أحد القادة بقسم كبير من الجيش الخوارزمي دون تقدير للمسئولية، وغادر غزنة دون أن يستجيب لتوسلات السلطان الذي بكى بين يديه ووجد نفسه في قوات لا تقدر على مقاومة إعصار المغول؛ فانسحب بها إلى سهل يقع غربي نهر السند حين علم بقدوم المغول بقيادة جنكيزخان إلى إقليم غزنة للانتقام من جلال الدين منكبرتي والثأر لهزيمة جيشه على يديه.
وجمع جلال الدين السفن ليعبر بها إلى نهر السند هو وجنوده إلى الهند لعله يجد فيها مأمنه، ولكن بحّارة السفن لاذوا بالفرار حين علموا بقدوم جنكيز خان تاركين السلطان وجنوده على الشاطئ، فاضطروا إلى خوض معركة لم يستعدوا لها ودارت معركة غير متكافئة ثبت فيها جلال الدين لهجوم المغول وحمل بنفسه حملة صادقة على قلب الجيش المغولي كادت تزلزله، ولكن ميسرة جيش جلال الدين لم تتحمل ضربات المغول فانكشفت وتبددت، ووقف السلطان على رأس 700 من رجاله يقاتلون في بسالة وثبات جحافل المغول، ولكن دون جدوى، واضطر أن يولي وجهه شطر النهر وقذف بنفسه في النهر وتبعه ما بقي من رجاله وعبروا النهر إلى الضفة الأخرى، ووقع في الأسر ابن للسلطان وكان طفلا في الثامنة، ولكن جنكيزخان لم يرحم طفولته فقتله بيده، ولما عبر السلطان إلى الجهة الأخرى رأى والدته وأم ولده وحريمه يصحن بأعلى صوتهن: «بالله عليك اقتلنا وخلّصنا من الأسر»، فأمر بهن فأغرقن.
وهمّ كثير من المغول بعبور النهر واللحاق بجلال الدين، لكن جنكيزخان منعهم واكتفى بهذا النصر الذي أعاد للمغول هيبتهم، وحقق لهم الاستيلاء على غزنة التي كانت خالية من الجند.

### جلال الدين في الهند
اتجه جلال الدين إلى الهند مع الناجين من رجاله وكانوا أربعة آلاف على هيئة مزرية، حفاة عراة كأنهم أهل النشور، وهاموا على وجوههم يبحثون عن مأوى لهم، غير أنهم في أثناء بحثهم لم يراعوا حرمة ولا خلقا فأغاروا على بعض البلاد وأحدثوا بها خرابا وتدميرا وفرضوا إتاوات على أهلها.
وقضى السلطان في الهند ثلاث سنوات جمع فيها قوة كبيرة من الجند الفارين من وجه المغول في الهند، وانضم إليه كثير من القادة الخوارزميين الذين قدموا إليه، وآلاف من المتطوعين الراغبين في الدفاع عن الإسلام، ونجح في مهاجمة بعض الأقاليم الهندية الواقعة في حوض نهر السند وغنم منها غنائم كثيرة وأخضعها لسلطانه.
غير أن ازدياد قوته واستفحال خطره جعل حكام السند يقفون في وجهه صفا واحدا ويطلبون منه مغادرة بلادهم، ولم يكن يستطيع أن يحاربهم جميعا فآثر السلامة وقرر العودة إلى أراضي دولته؛ لأنه لم يكن طامعا في الهند، وكانت إقامته بها مؤقتة حتى يستعيد قوته وتواتيه الفرصة للانقضاض على المغول.

### عودة جلال الدين
بعد رجوع جنكيزخان سنة (621 هـ= 1224م) إلى منغوليا انسحبت جيوشه من أقاليم الدولة الخوارزمية التي كانت تحتلها؛ فانتهز غياث الدين بن محمد خوارزم شاه أخو السلطان جلال الدين هذه الفرصة، ونجح في استرداد أقاليم الدولة الخوارزمية ما عدا إقليم ما وراء النهر، غير أنه لسوء سياسته كانت تلك الأقاليم يسودها الفوضى والاضطرابات، فلما عزم السلطان جلال الدين على مغادرة الهند زين له قادته انتزاع السلطة من يد أخيه غياث الدين؛ لأنه الخليفة الشرعي لأبيه فاستجاب لرغبتهم وعبر نهر السند في سنة (622 هـ= 1225م)، وأسرع إلى الأقاليم الغربية من الدولة الخوارزمية الواقعة تحت سيطرة أخيه فاستولى على غزنة وكرمان، ثم نجح بالحيلة في هزيمة أخيه واسترداد ما كان تحت يديه من المدن والأقاليم، وتوافد عليه قوات الدولة الخوارزمية الذين كانوا تحت إمرة أخيه وأعلنوا تبعيتهم له ومبايعته سلطانا على الدولة الخوارزمية.
وبعد أن استقر جلال الدين عمل جاهدا على إعادة الأمن وإصلاح ما خربه المغول وتجهيز جيش للوقوف على أهبة الاستعداد، وامتد سلطانه على أقاليم خوارزم وغزنة وكرمان وفارس وخراسان ومازندران.

### الجهاد ضد المغول
انتهز جلال الدين فرصة انشغال المغول باختيار خليفة لجنكيزخان بعد وفاته سنة (624 هـ= 1227م)، واشتبك مع قوة من المغول قصدت الدولة الخوارزمية وتوغلت في أراضيها حتى أصبحت على مقربة من مدينة الري، ونجح السلطان في إبادتها تماما، ثم نشبت معركة أخرى قرب أصفهان سنة (625 هـ= 1228م) بين المغول وقوات جلال الدين كان النصر فيها حليفه.
وعلى الرغم من تحسن الأوضاع نسبيا لجلال الدين فإنها لم تكن كافية للصمود أمام المغول؛ فالدولة كانت منهكة من أثر التخريب والدمار الذي ألحقه المغول بالبلاد، والأحوال فيها مضطربة، والصلات والروابط التي تعين على مواجهة المحن قد تقطعت بين شعوب تلك المنطقة، وغلب على الناس إيثار السلامة بعد الأهوال التي شاهدوها، ولكل هذا لم ينجح جلال الدين في وقف الهجمة المغولية التي بعثها «أوكتاي» خاقان المغول الجديد، وكان قد أرسل جيشا من 30 ألف مقاتل لشن حرب شاملة على جلال الدين، فعبر نهر جيحون ووصل بسرعة إلى الأقاليم الغربية من الدولة الخوارزمية واستولى على الري وهمدان وما بينهما، ووصل إلى أذربيجان سنة (628 هـ= 1231م)، ولم يقدر جلال الدين على لقائهم وفر من أمامهم وهم في إثره يطاردونه.
وعندما رحل جلال الدين إلى تبريز كانوا وراءه، وأرغموه على التقهقر إلى سهل موقان المجاور للساحل الغربي من بحر قزوين قبل أن يتمكن من جمع جيوشه، وحاول أن يستنجد بالخليفة العباسي وأمراء ديار بكر ولكنهم تقاعسوا عن نصرته، وتركوه يلقى نهايته وحيدا دون معاون أو نصير، فلما وصل إلى آمد في أعالي نهر دجلة لحق به المغول وهزموه شر هزيمة وقتلوا كثيرا من جنده واستولوا على ما بيده من سلاح.

### نهاية السلطان
كان السلطان جلال الدين ممن ولوا الأدبار في هذه المعركة، ولجأ إلى جبال كردستان بعد أن يئس المغول من تتبعه للقضاء عليه، وظل هناك هائما على وجهه حتى عثر عليه رجل كردي وأخبره أنه هو السلطان جلال الدين، فأخذه الكردي إلى منزله، وخرج ليدبر له بعض خيوله ليستعين بها السلطان في رجوعه إلى بلاده، وبينما كان الكردي غائبا عن منزله أتى كردي آخر لزيارته فلما دخل المنزل رأى السلطان فعرفه، وكان قد قتل أخًا له في إحدى غزواته، فضربه بحربته التي كانت في يده فنشبت بين أضلعه وسقط السلطان قتيلا، وذلك في (15 شوال 628 هـ= 15 أغسطس 1231م).
وبمقتله سقطت الدولة الخوارزمية أمام المغول الذين سيطروا على أراضيها، وبدأت بعد ذلك مرحلة جديدة للغزو المغولي قادها هولاكو حفيد جنكيزخان فقضى على الخلافة العباسية في بغداد وسقطت في يديه مدن الشام كحلب ودمشق.

### حكام خوارزم الغزنويون
- أبو علي مأمون الأول 992-997
- أبو الحسن علي 997-1009
- أبو العباس مأمون الثاني 1009-1017
- محمد 1017
- ألطون ياش 1017-1032
- هارون 1032-1034
- إسماعيل خاندان 1034-1041

### سلالة أنوشتكين
- أنوشتكين غرجه 1077-1097
- إكينچي 1097
- قطب الدين محمد 1097-1127
- علاء الدين أتسز 1127-1156
- إلب أرسلان 1156-1172
- سلطان شاه 1172-1193
- علاء الدين تكش 1172-1200
- علاء الدين محمد 1200-1220
- جلال الدين منكبرتي 1220-1231